# Journal of the Royal Horticultural Society
Journal of the Royal Horticultural Society (abreviado J. Roy. Hort. Soc.) es una revista con ilustraciones y descripciones botánicas que es editada en Londres desde el año 1866 hasta ahora. Fue precedida por J. Hort. Soc. London.